# Chlorophorus fulvicollis
Chlorophorus fulvicollis là một loài bọ cánh cứng trong họ Cerambycidae.